# Campionati mondiali di nuoto in vasca corta 2018 - 400 metri stile libero femminili
La gara dei 400 metri stile libero femminili dei Mondiali di nuoto in vasca corta 2018 si è svolta il 14 dicembre 2018. Al mattino si sono svolte le batterie, mentre la finale si è disputata nel pomeriggio. 

## Podio
| Pos. | Atleta         | Nazione   |
| ---- | -------------- | --------- |
|      | Ariarne Titmus | Australia |
|      | Wang Jianjiahe | Cina      |
|      | Li Bingjie     | Cina      |

## Record
Prima della manifestazione il record del mondo (RM) e il record dei Campionati mondiali (RC) erano i seguenti.
|  | 3'53"97 | Wang Jianjiahe  | 4 ottobre 2018 Budapest |
|  | 3'55"76 | Mireia Belmonte | 5 dicembre 2014 Doha    |

Durante la competizione è stato migliorato il seguente record:
|  | 3'53"92 | Ariarne Titmus |

## Risultati

### Batterie
| Pos. | Batteria | Corsia | Atleta              | Nazionalità             | Tempo       | Note        |
| ---- | -------- | ------ | ------------------- | ----------------------- | ----------- | ----------- |
| 1    | 4        | 3      | Ariarne Titmus      | Australia               | 3'58"58     | Q           |
| 2    | 4        | 5      | Leah Smith          | Stati Uniti             | 4'00"46     | Q           |
| 3    | 5        | 4      | Wang Jianjiahe      | Cina                    | 4'00"73     | Q           |
| 4    | 5        | 6      | Li Bingjie          | Cina                    | 4'01"82     | Q           |
| 5    | 5        | 5      | Anna Egorova        | Russia                  | 4'02"31     | Q           |
| 6    | 5        | 3      | Sarah Köhler        | Germania                | 4'02"79     | Q           |
| 7    | 4        | 6      | Erica Musso         | Italia                  | 4'03"37     | Q           |
| 8    | 4        | 0      | Valeriya Salamatina | Russia                  | 4'04"51     | Q           |
| 9    | 5        | 7      | Simona Quadarella   | Italia                  | 4'04"94     |             |
| 10   | 4        | 2      | Carla Buchanan      | Australia               | 4'05"00     |             |
| 11   | 4        | 1      | Diana Durães        | Portogallo              | 4'05"65     |             |
| 12   | 4        | 9      | Haley Anderson      | Stati Uniti             | 4'05"89     |             |
| 13   | 4        | 8      | Katja Fain          | Slovenia                | 4'06"05     |             |
| 14   | 5        | 2      | Chihiro Igarashi    | Giappone                | 4'06"21     |             |
| 15   | 4        | 7      | Mayuko Goto         | Giappone                | 4'06"81     |             |
| 16   | 5        | 1      | Marlene Kahler      | Australia               | 4'06"95     |             |
| 17   | 5        | 9      | Reva Foos           | Germania                | 4'09"55     |             |
| 18   | 3        | 6      | Beril Böcekler      | Turchia                 | 4'09"90     |             |
| 19   | 3        | 3      | Elisbet Gámez Matos | Cuba                    | 4'09"94     |             |
| 20   | 3        | 5      | Hanna Eriksson      | Svezia                  | 4'10"70     |             |
| 21   | 3        | 8      | Rachel Tseng        | Singapore               | 4'11"11     |             |
| 22   | 5        | 0      | Catalina Corro      | Spagna                  | 4'11"40     |             |
| 23   | 3        | 4      | Hayley McIntosh     | Nuova Zelanda           | 4'12"50     |             |
| 24   | 5        | 8      | Ho Nam Wai          | Hong Kong               | 4'13"69     |             |
| 25   | 3        | 1      | Sabína Kupčová      | Slovacchia              | 4'14"78     |             |
| 26   | 3        | 2      | Jessica Cattaneo    | Perù                    | 4'15"61     |             |
| 27   | 1        | 5      | Chen Szu-an         | Taipei cinese           | 4'16"49     |             |
| 28   | 2        | 5      | Kristina Miletić    | Croazia                 | 4'17"93     |             |
| 29   | 2        | 4      | Rosalee Santa Ana   | Filippine               | 4'18"03     |             |
| 30   | 3        | 7      | Delfina Dini        | Argentina               | 4'18"20     |             |
| 31   | 3        | 0      | Souad Cherouati     | Algeria                 | 4'20"12     |             |
| 32   | 2        | 6      | Gabriella Doueihy   | Libano                  | 4'26"56     |             |
| 33   | 2        | 2      | Michell Ramirez     | Honduras                | 4'28"23     |             |
| 34   | 2        | 0      | Nàdia Tudó Cubells  | Andorra                 | 4'32"85     |             |
| 35   | 2        | 3      | Daila Ismatul       | Guatemala               | 4'34"70     |             |
| 36   | 2        | 7      | Matalia Kuipers     | Isole Vergini Americane | 4'35"11     |             |
| 37   | 1        | 4      | Lorna Doorman       | Zimbabwe                | 4'39"58     |             |
| 38   | 2        | 1      | Tinatin Kevlishvili | Georgia                 | 4'40"44     |             |
| 39   | 1        | 3      | Tiana Rabarijaona   | Madagascar              | 4'46"08     |             |
| 40   | 2        | 9      | Sonja Kapedani      | Albania                 | 4'55"92     |             |
| 41   | 2        | 8      | Osisang Chilton     | Palau                   | 4'56"24     |             |
| DNS  | 3        | 9      | Talita Te Flan      | Costa d'Avorio          | Non partita | Non partita |
| DNS  | 4        | 5      | Boglárka Kapás      | Ungheria                | Non partita | Non partita |

### Finale
| Pos. | Corsia | Atleta              | Nazionalità | Tempo   | Note |
| ---- | ------ | ------------------- | ----------- | ------- | ---- |
|      | 4      | Ariarne Titmus      | Australia   | 3'53"92 |      |
|      | 3      | Wang Jianjiahe      | Cina        | 3'54"56 |      |
|      | 6      | Li Bingjie          | Cina        | 3'57"99 |      |
| 4    | 5      | Leah Smith          | Stati Uniti | 3'58"58 |      |
| 5    | 2      | Anna Egorova        | Russia      | 4'01"52 |      |
| 6    | 8      | Valeriya Salamatina | Russia      | 4'02"87 |      |
| 7    | 7      | Sarah Köhler        | Germania    | 4'03"28 |      |
| 8    | 1      | Erica Musso         | Italia      | 4'03"61 |      |